# Navegació hiperbòlica

Les tres estacions terrestres són les estacions A, B i C, les ubicacions de les quals es coneixen. Es desconeix el temps que triga un senyal de ràdio a viatjar des de les estacions fins al receptor, però es coneixen les diferències horàries. És a dir, són desconeguts, però i són coneguts. Aleshores, cada diferència de temps localitza el receptor en una branca d'una hipèrbola centrada en les estacions terrestres. El receptor es troba llavors en una de les dues interseccions. Es pot utilitzar altra informació de navegació per determinar en quina intersecció es troba el receptor.

La navegació hiperbòlica és una classe de sistemes de radionavegació en què s'utilitza un instrument receptor de navegació per determinar la ubicació basant-se en la diferència en el temps de les ones de ràdio rebudes dels transmissors de balises de radionavegació.
Aquests sistemes es basen en la capacitat de dues estacions molt separades per emetre un senyal altament correlacionat en el temps. Els sistemes típics emeten polsos curts alhora o senyals continus que són idèntics en fase. Un receptor situat al punt mig entre les dues estacions rebrà els senyals al mateix temps o tindrà una fase idèntica, però en qualsevol altra ubicació el senyal de l'estació més propera es rebrà primer o tindrà una fase diferent.
Determinar la ubicació d'un receptor requereix que les dues emissores sincronitzades estiguin sintonitzades alhora per tal que es puguin comparar els senyals. Això revela una diferència en el temps, corresponent a una distància relativa més propera a una estació o a l'altra. Si es representa gràficament tots els llocs on es pot produir aquesta diferència horària, es produeix una línia hiperbòlica en un gràfic. Per prendre una "correcció", també es sintonitza un segon parell d'emissores per produir una segona corba d'aquest tipus. Les dues corbes normalment es creuen en dos punts, de manera que cal algun altre sistema de navegació o una tercera mesura per determinar la ubicació exacta.
Els sistemes de localització hiperbòlica es van utilitzar per primera vegada durant la Primera Guerra Mundial en sistemes de localització acústica per localitzar artilleria enemiga. El so d'un obús disparat va ser rebut per diversos micròfons, i l'hora de recepció s'enviava a un centre de càlcul per traçar la ubicació. Aquests sistemes es van utilitzar durant la Segona Guerra Mundial. El primer sistema de radionavegació hiperbòlica va ser el Gee de l'època de la Segona Guerra Mundial, introduït per la Royal Air Force per al seu ús pel Comandament de Bombarders de la RAF. A això va seguir el Decca Navigator System el 1944 per la Royal Navy, juntament amb el LORAN de la US Navy per a la navegació de llarg abast al mar. Exemples de la postguerra inclouen el conegut Loran-C de la Guàrdia Costanera dels Estats Units, el sistema internacional Omega i els coets Alpha i CHAYKA soviètics. Tots aquests sistemes es van utilitzar fins a la seva substitució a l'engròs per sistemes de navegació per satèl·lit com el Sistema de Posicionament Global (GPS) a la dècada del 1990.

## Conceptes bàsics

### Navegació basada en el temps
Considerem dues estacions de ràdio terrestres situades a una distància determinada l'una de l'altra, per exemple, a 300 km de manera que siguin gairebé exactament 1 ms de distància a la velocitat de la llum. Ambdues estacions estan equipades amb transmissors idèntics configurats per emetre un pols curt a una freqüència específica. Una d'aquestes estacions, anomenada "secundària", també està equipada amb un receptor de ràdio. Quan aquest receptor sent el senyal de l'altra estació, anomenada "primària", activa la seva pròpia emissió. L'estació primària pot emetre qualsevol sèrie de polsos, i la secundària els escolta i genera la mateixa sèrie després d'1 ms de retard.
Considerem un receptor portàtil situat al punt mig de la línia traçada entre les dues estacions, coneguda com a línia base. En aquest cas, els senyals prendran necessàriament 0,5 ms per arribar al receptor. Mesurant aquest temps, van poder determinar que són exactament 150 km d'ambdues estacions, i així determinar exactament la seva ubicació. Si el receptor es mou a una altra ubicació al llarg de la línia, el temps dels senyals canviaria. Per exemple, si cronometren els senyals a 0,25 i 0,75 ms, són 75 km de l'estació més propera i 225 de la més llunyana.
Si el receptor es mou cap al costat de la línia de base, el retard d' ambdues estacions augmentarà. En algun moment, per exemple, mesuraran un retard d'1 i 1,5 ms, la qual cosa implica que el receptor és de 300 km d'una estació i 450 de l'altra. Si es dibuixen cercles de 300 i 450 km de radi al voltant de les dues estacions d'un mapa, els cercles s'intersecaran en dos punts. Amb qualsevol font addicional d'informació de navegació, es pot eliminar una d'aquestes dues interseccions com a possibilitat i, per tant, revelar la seva ubicació exacta o "correcció".

### Temps absolut vs. temps diferencial
Hi ha un problema pràctic greu amb aquest plantejament: per mesurar el temps que van trigar els senyals a arribar al receptor, el receptor ha de saber l'hora precisa en què es va enviar originalment el senyal. Això no és possible en el cas de fonts de senyal que no cooperen (com l'artilleria enemiga) i fins a la dècada del 2000, la distribució generalitzada del rellotge era un problema sense resoldre fins a la introducció generalitzada de receptors GPS econòmics.
A la dècada del 1930, aquestes mesures de temps precises simplement no eren possibles; un rellotge amb la precisió requerida ja era prou difícil de construir de forma fixa, i molt menys portàtil. Un oscil·lador de cristall d'alta qualitat, per exemple, oscil·la entre 1 i 2 segons al mes, o 1,4×10−3 seconds per hour. Això pot semblar petit, però a mesura que la llum viatja 300 milió metres per segon (190,000 milles per segon), això representa una deriva de 420 quilòmetres cada hora. Només unes poques hores de vol farien que un sistema així fos inutilitzable, una situació que va romandre vigent fins a la introducció dels rellotges atòmics comercials a la dècada de 1960.
No obstant això, és possible mesurar amb precisió la diferència entre dos senyals. Gran part del desenvolupament d'equips adequats s'havia dut a terme entre 1935 i 1938 com a part dels esforços per desplegar sistemes de radar. El Regne Unit, en particular, havia invertit un esforç considerable en el desenvolupament del seu sistema Chain Home. Els sistemes de visualització de radar per a Chain Home es basaven en oscil·loscopis (o oscil·lògrafs com es coneixien en aquell moment) que s'activaven per iniciar el seu escombrat quan s'enviava el senyal de transmissió. Els senyals de retorn s'amplificaven i s'enviaven a la pantalla, produint un "blip". Mesurant la distància al llarg de la cara de l'oscil·loscopi de qualsevol soroll, es podria mesurar el temps entre l'emissió i la recepció, revelant així la distància fins a l'objectiu.
Amb molt petites modificacions, la mateixa pantalla es podria utilitzar per cronometrar la diferència entre dos senyals arbitraris. Per a ús navegacional, es podrien utilitzar qualsevol nombre de característiques identificatives per diferenciar els senyals primaris dels secundaris. En aquest cas, el receptor portàtil va activar el seu traçat quan va rebre el senyal primari. A mesura que arribaven els senyals del secundari, provocaven un soroll a la pantalla de la mateixa manera que un objectiu al radar, i el retard exacte entre el primari i el secundari es determinava fàcilment.

## Sistemes operacionals
Meint Harms va ser el primer a intentar la construcció d'un sistema de navegació hiperbòlic, començant amb reflexions sobre el tema el 1931 com a part del seu examen de màster a la Seefahrtschule Lübeck (Escola de Navegació). Després d'ocupar el càrrec de professor de Matemàtiques, Física i Navegació a la Kaisertor de Lübeck, Harms va intentar demostrar la navegació hiperbòlica fent ús d'emissors i receptors simples. El 18 de febrer de 1932 va rebre la Reichpatent-Nr. 546.000 per la seva invenció.